# 1751
Năm 1751 (số La Mã: MDCCLI) là một năm thường bắt đầu vào thứ Sáu trong lịch Gregory (hoặc một năm thường bắt đầu vào thứ ba của lịch Julius chậm hơn 11 ngày).